# Elektroniker für Maschinen und Antriebstechnik
Der Elektroniker für Maschinen und Antriebstechnik ist ein seit 2003 staatlich anerkannter Ausbildungsberuf nach Berufsbildungsgesetz und Handwerksordnung.

## Ausbildungsdauer und Struktur
Die Ausbildungszeit zum Elektroniker für Maschinen und Antriebstechnik beträgt in der Regel dreieinhalb Jahre. Die Ausbildung erfolgt an den Lernorten Betrieb und Berufsschule.
Der Beruf ist als Monoberuf strukturiert und hat im Gegensatz zu manchen anderen Elektroberufen, wie zum Beispiel dem Elektroniker für Betriebstechnik oder dem Elektroniker für Geräte und Systeme, keine Einsatzgebiete.
Elektroniker für Maschinen und Antriebstechnik sind  Elektrofachkräfte im Sinne der Unfallverhütungsvorschriften.

## Arbeitsgebiete
Elektroniker für Maschinen und Antriebstechnik arbeiten in Unternehmen, die elektrische Maschinen und Antriebssysteme entwickeln und montieren. Sie nehmen diese Anlagen in Betrieb und führen Wartungsarbeiten durch. Ein Schwerpunkt ihrer Tätigkeit ist das Herstellen von  Wicklungen für Antriebe.

## Ausbildungsberufsbild
Gegenstand der Berufsausbildung sind gemäß der Ausbildungsordnung von 2003 mindestens die folgenden Qualifikationen:
1. Berufsbildung, Arbeits- und Tarifrecht,
2. Aufbau und Organisation des Ausbildungsbetriebes,
3. Sicherheit und Gesundheitsschutz bei der Arbeit,
4. Umweltschutz,
5. Betriebliche und technische Kommunikation,
6. Planen  und  Organisieren  der  Arbeit,  Bewerten  der Arbeitsergebnisse,
7. Montieren  und  Anschließen  elektrischer  Betriebsmittel,
8. Messen und Analysieren von elektrischen Funktionen und Systemen,
9. Beurteilen der Sicherheit  von  elektrischen  Anlagen und Betriebsmitteln,
10. Installieren und Konfigurieren von IT-Systemen,
11. Beraten  und  Betreuen  von  Kunden,  Erbringen  von Serviceleistungen,
12. Technische Auftragsanalyse, Lösungsentwicklung,
13. Montieren und Demontieren von elektrischen Maschinen,
14. Herstellen von Wicklungen,
15. Installieren  und  Inbetriebnehmen  von  Antriebssystemen,
16. Instandhalten von Antriebssystemen,
17. Geschäftsprozesse und Qualitätsmanagement.